# Augstenberg (berg)
Augstenberg är ett berg i Schweiz.   Det ligger i kantonen Graubünden, i den östra delen av landet. Toppen på Augstenberg är 3 230 meter över havet.
Terrängen runt Augstenberg är bergig. Den högsta punkten i närheten är 3 366 meter över havet, 3,4 km nordost om Augstenberg.
Trakten runt Augstenberg består i huvudsak av kala bergstoppar och gräsmarker.